# Benedetto Bordone

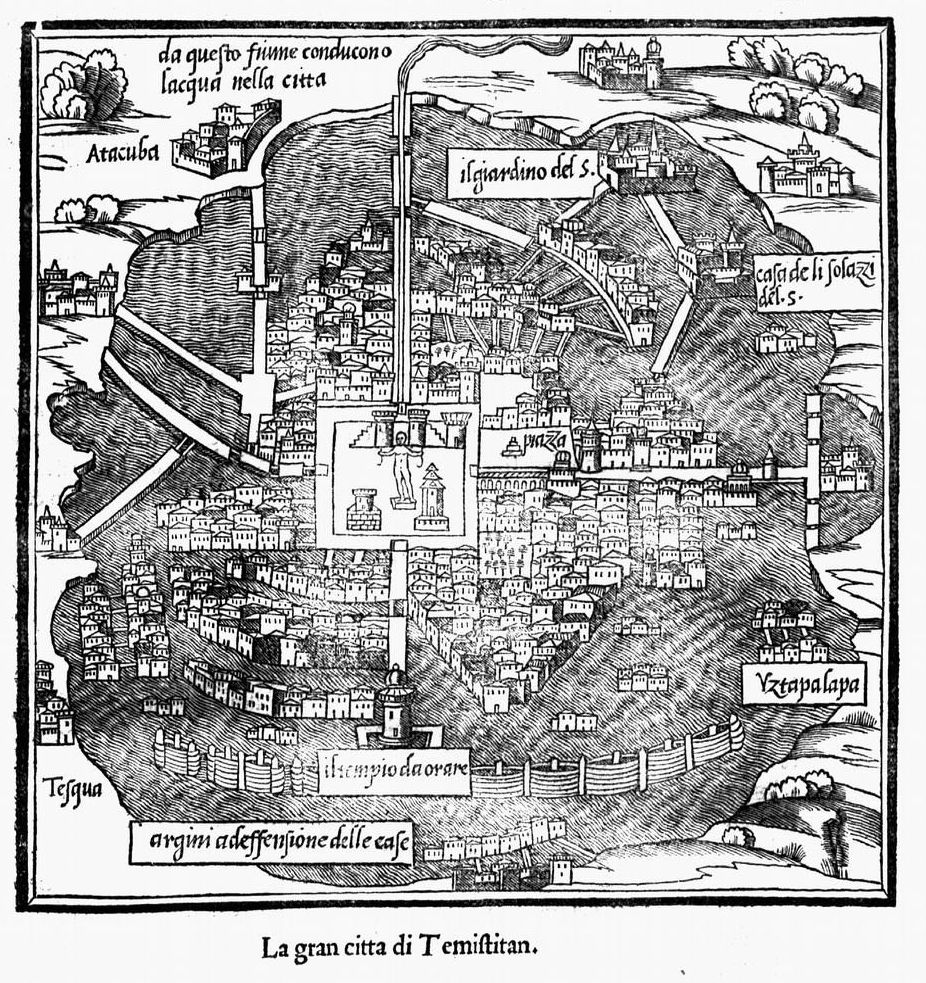
Mapa de Temistitan (Tenochtitlan).

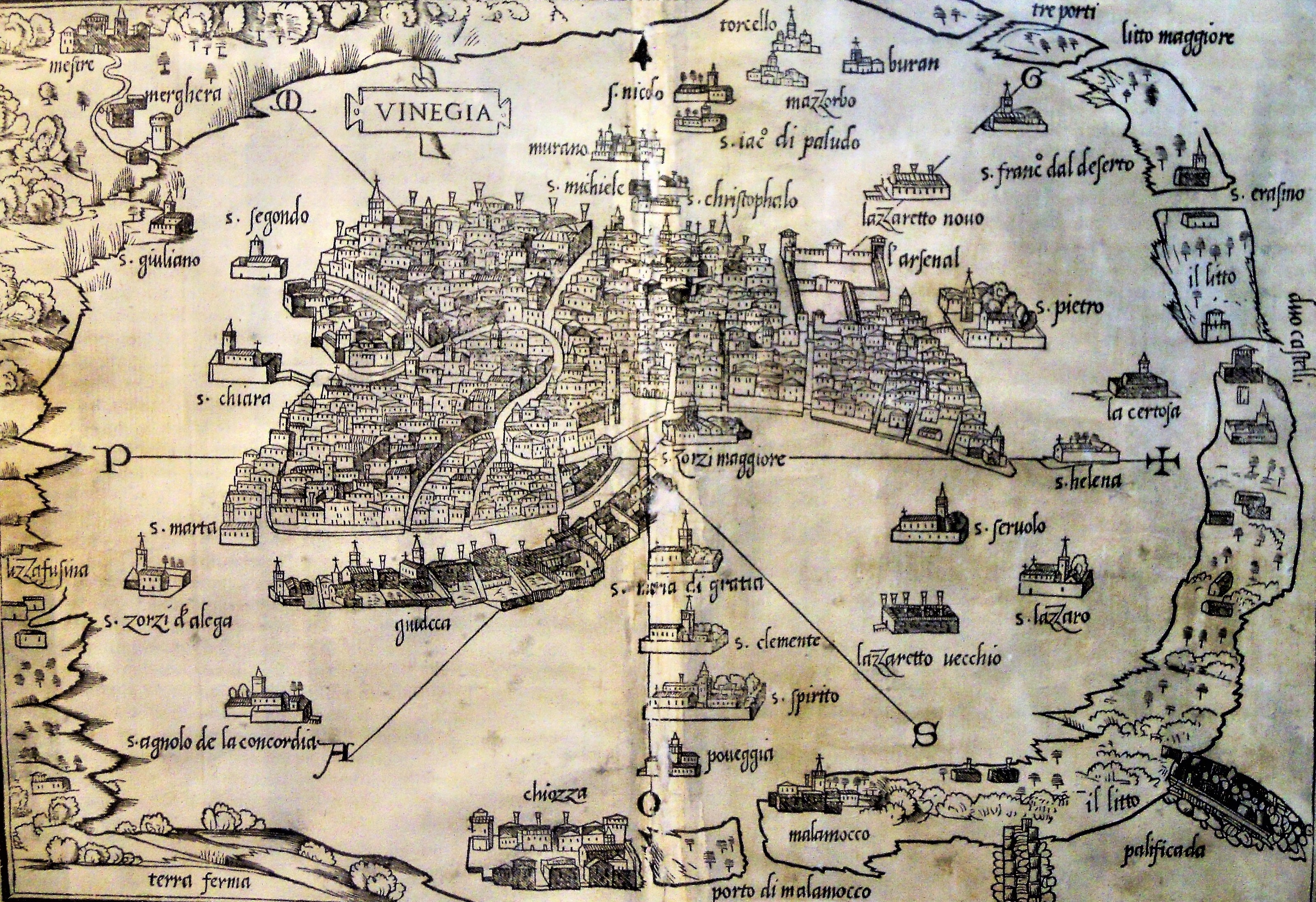
Mapa de Venecia hecho por Benedetto Borbone (Museo Marìtimo del Mar Egeo, Mýkonos -Grecia-).

Benedetto Bordone (1460-1531) fue un editor de manuscritos, miniaturista y cartógrafo veneciano. Nació en Padua, entonces parte de la República de Venecia.
Su obra más famosa es el Isolario (El libro de las islas, «donde hablamos de todas las islas del mundo, con sus nombres antiguos y modernos, historias, cuentos y forma de vida...»), en la que describe todas los islas del mundo conocido, detallando su folclore, mitos, culturas, climas, situaciones e historia. Impresa en Venecia en 1528, la obra es un ejemplo de un género cartográfico popular en Italia durante los siglos XV y XVI. Estuvo pensado como una guía ilustrada para navegantes y, consecuentemente, en él se incluyen todos los nuevos descubrimientos transatlánticos.
Isolario contiene una representación ovalada del mundo, un tipo de mapa inventado por Bordone y formalizado en la proyección de Mollweide de áreas iguales tres siglos después. El mapa de Bordone muestra un Mondo Novo (Nuevo Mundo) muy distorsionado, mostrando solo las regiones del norte de América del Sur. América del Norte, representada como una gran isla, está etiquetada como Terra del Laboratore («Tierra del trabajador»), casi con certeza una referencia al comercio de esclavos en la zona en esos días y de donde proviene el nombre de Labrador.
El libro también contiene un registro de la conquista de Perú por Francisco Pizarro, el relato impreso más antiguo conocido de este evento. De particular interés en este trabajo son numerosos mapas grabados en madera, doce de los cuales se relacionan con América. Un mapa muestra un plano de «Temistitan» (Tenochtitlan, actual Ciudad de México) antes de su destrucción por Cortés. También es de interés un mapa de Ciampagu, el mapa impreso europeo más antiguo conocido de Japón como isla.
Se dice que Bordone fue el padre de Julius Caesar Scaliger, un erudito clásico, y abuelo de Joseph Justus Scaliger, fundador de la ciencia de la cronología histórica. Los mapas originales del Isolario de Bordone son apreciados por su valor histórico.